# Futbolista alemany de l'any
El títol de Futbolista Alemany de l'any o Fußballer des Jahres (en alemany) és un guardó atorgat al millor futbolista nascut a Alemanya en qualsevol lliga del món o que jugui a la lliga alemanya. El premi es concedeix des de 1960. El 1996 per primera vegada el guardó també es va lliurar a la millor futbolista. El guardó es determina per una votació dels diaris alemanys de l'associació de diaris esportius alemanys (Verband der Deutschen Sportjournalisten) i la publicació Kicker. L'any 2004, el brasiler Ailton va esdevenir el primer estranger a guanyar el títol.
El títol de millor futbolista alemany de l'est va ser lliurat entre 1963 i 1991 per la publicació Die Neue Fussballwoche.
Des de l'any 1996 es nomena també una Futbolista alemanya de l'any.
| Any  | Jugador                   | Club                       |
| ---- | ------------------------- | -------------------------- |
| 1960 | Uwe Seeler                | Hamburg SV                 |
| 1961 | Max Morlock               | 1. FC Nürnberg             |
| 1962 | Karl-Heinz Schnellinger   | 1. FC Colònia              |
| 1963 | Hans Schäfer              | 1. FC Colònia              |
| 1964 | Uwe Seeler                | Hamburg SV                 |
| 1965 | Hans Tilkowski            | Borussia Dortmund          |
| 1966 | Franz Beckenbauer         | FC Bayern de Múnic         |
| 1967 | Gerd Müller               | FC Bayern de Múnic         |
| 1968 | Franz Beckenbauer         | FC Bayern de Múnic         |
| 1969 | Gerd Müller               | FC Bayern de Múnic         |
| 1970 | Uwe Seeler                | Hamburg SV                 |
| 1971 | Berti Vogts               | Borussia Mönchengladbach   |
| 1972 | Günter Netzer             | Borussia Mönchengladbach   |
| 1973 | Günter Netzer             | Borussia Mönchengladbach   |
| 1974 | Franz Beckenbauer         | FC Bayern de Múnic         |
| 1975 | Sepp Maier                | FC Bayern de Múnic         |
| 1976 | Franz Beckenbauer         | FC Bayern de Múnic         |
| 1977 | Sepp Maier                | FC Bayern de Múnic         |
| 1978 | Sepp Maier                | FC Bayern de Múnic         |
| 1979 | Berti Vogts               | Borussia Mönchengladbach   |
| 1980 | Karl-Heinz Rummenigge     | FC Bayern de Múnic         |
| 1981 | Paul Breitner             | FC Bayern de Múnic         |
| 1982 | Karlheinz Förster         | VfB Stuttgart              |
| 1983 | Rudi Völler               | SV Werder Bremen           |
| 1984 | Harald Schumacher         | 1. FC Colònia              |
| 1985 | Hans-Peter Briegel        | Hellas Verona              |
| 1986 | Harald Schumacher         | 1. FC Colònia              |
| 1987 | Uwe Rahn                  | Borussia Mönchengladbach   |
| 1988 | Jürgen Klinsmann          | VfB Stuttgart              |
| 1989 | Thomas Häßler             | 1. FC Colònia              |
| 1990 | Lothar Matthäus           | Internazionale Milano F.C. |
| 1991 | Stefan Kuntz              | 1. FC Kaiserslautern       |
| 1992 | Thomas Häßler             | AS Roma                    |
| 1993 | Andreas Köpke             | 1. FC Nürnberg             |
| 1994 | Jürgen Klinsmann          | AS Monaco                  |
| 1995 | Matthias Sammer           | Borussia Dortmund          |
| 1996 | Matthias Sammer           | Borussia Dortmund          |
| 1997 | Jürgen Kohler             | Borussia Dortmund          |
| 1998 | Oliver Bierhoff           | Udinese Calcio             |
| 1999 | Lothar Matthäus           | FC Bayern de Múnic         |
| 2000 | Oliver Kahn               | FC Bayern de Múnic         |
| 2001 | Oliver Kahn               | FC Bayern de Múnic         |
| 2002 | Michael Ballack           | Bayer Leverkusen           |
| 2003 | Michael Ballack           | FC Bayern de Múnic         |
| 2004 | Aílton Gonçalves da Silva | SV Werder Bremen           |
| 2005 | Michael Ballack           | FC Bayern de Múnic         |
| 2006 | Miroslav Klose            | SV Werder Bremen           |
| 2007 | Mario Gómez               | VfB Stuttgart              |
| 2008 | Franck Ribéry             | FC Bayern de Múnic         |
| 2009 | Grafite                   | VfL Wolfsburg              |
| 2010 | Arjen Robben              | FC Bayern de Múnic         |
| 2011 | Manuel Neuer              | FC Schalke 04              |
| 2012 | Marco Reus                | Borussia Mönchengladbach   |
| 2013 | Bastian Schweinsteiger    | FC Bayern de Múnic         |
| 2014 | Manuel Neuer              | FC Bayern de Múnic         |
| 2015 | Kevin De Bruyne           | VfL Wolfsburg              |
| 2016 | Jérôme Boateng            | Bayern de Múnic            |
| 2017 | Philipp Lahm              | Bayern de Múnic            |
| 2018 | Toni Kroos                | Reial Madrid               |